# Halowe Mistrzostwa Europy w Lekkoatletyce 1988 – bieg na 3000 m mężczyzn
Bieg na 3000 metrów mężczyzn – jedna z konkurencji biegowych rozgrywanych podczas halowych lekkoatletycznych mistrzostw Europy w  hali Sport Csárnok w Budapeszcie. Eliminacje zostały rozegrane 5 marca, a bieg finałowy 6 marca 1988. Zwyciężył reprezentant Hiszpanii José Luis González, który tym samym obronił tytuł zdobyty na poprzednich mistrzostwach.

## Rezultaty

### Eliminacje
Rozegrano 2 biegi eliminacyjne, do których przystąpiło 15 biegaczy. Awans do finału dawało zajęcie jednego z pierwszych czterech miejsc w swoim biegu (Q). Skład finału uzupełniło czterech zawodników z najlepszym czasem wśród przegranych (q).
Opracowano na podstawie materiału źródłowego.
Bieg 1
| Miejsce | Zawodnik              | Czas    | Uwagi |
| ------- | --------------------- | ------- | ----- |
| 1       | Ranieri Carenza       | 8:18,31 | Q     |
| 2       | José Luis González    | 8:18,37 | Q     |
| 3       | Gábor Markó           | 8:19,39 | Q     |
| 4       | Mike Hawkins          | 8:20,32 | Q     |
| 5       | Panajotis Fotiu       | 8:26,42 |       |
| 6       | Peter Van De Kerkhove | 8:32,49 |       |
| –       | Jacky Carlier         | DNF     |       |
| –       | Branko Zorko          | DNS     |       |

Bieg 2
| Miejsce | Zawodnik           | Czas    | Uwagi |
| ------- | ------------------ | ------- | ----- |
| 1       | Markus Hacksteiner | 8:07,51 | Q     |
| 2       | Mário da Silva     | 8:07,54 | Q     |
| 3       | Michaił Daśko      | 8:07,57 | Q     |
| 4       | Mogens Guldberg    | 8:07,69 | Q     |
| 5       | Nick O’Brien       | 8:07,75 | q     |
| 6       | Radim Kunčický     | 8:10,83 | q     |
| 7       | Anacleto Jiménez   | 8:11,41 | q     |
| 8       | Béla Vágó          | 8:11,69 | q     |

### Finał
Opracowano na podstawie materiału źródłowego.
| Miejsce | Zawodnik           | Czas    | Uwagi |
| ------- | ------------------ | ------- | ----- |
| 1       | José Luis González | 7:55,29 |       |
| 2       | Markus Hacksteiner | 7:56,04 |       |
| 3       | Michaił Daśko      | 7:56,51 |       |
| 4       | Radim Kunčický     | 7:56,52 | [ a ] |
| 5       | Mogens Guldberg    | 7:57,68 |       |
| 6       | Mike Hawkins       | 7:58,42 |       |
| 7       | Mário da Silva     | 7:58,95 |       |
| 8       | Anacleto Jiménez   | 7:59,25 |       |
| 9       | Ranieri Carenza    | 8:03,18 |       |
| 10      | Nick O’Brien       | 8:13,73 |       |
| 11      | Gábor Markó        | 8:15,34 |       |
| 12      | Béla Vágó          | 8:17,72 |       |